# 馬所拉文本
馬所拉文本（Masoretic Text，也常譯作馬索拉文本或馬索拉文獻），是在公元1000年后半期，由马所拉文士（巴阿里·哈马所拉，意思是“传统的大师”）设计出一种包括母音和重音符号的音标系统。这些写下来的音标可以帮助人把過去只有子音字母的古代閃族文字如希伯來文等的正確母音读出来，以避免必須在眾多母音之間猜測而誤解其意，或導致每個人的讀法各自紛紜；在此以前，古代閃族系文字各字的读音多是凭口头传统去传授的，屬於口授獨傳的學問。马所拉学士对文本本身完全不作任何改动，但在他们认为适当的时候在文字旁记下批注（亦即「馬索拉」）。他们小心翼翼地力求保全文本的原貌。除此之外，他们在马所拉批註中會指出文本的特殊之处，并且提出他们认为正确的文句。
曾有三个不同的马所拉学派致力于发展只有子音的文本之母音和重音符号標注工作，他们分别是：巴比伦派、巴勒斯坦派和提比哩亚派（加利利海西岸的一个城市）。现今希伯来文圣经的印刷版本所包含的马所拉註釋，所采用的音标系统属于提比哩亚派。这个音标系统是由提比哩亚的马所拉学士发展成的。《新世界译本》的脚注曾多次参引马所拉文本（符号M）及其边旁批注马所拉（符号Mmargin）。
巴勒斯坦派習慣把母音符号置于子音字母的上方，只有少数这样的手抄本流传至今，由此可见这种音标制度并不完善。巴比伦派的音标制度也同样把母音点置于字的上方。一部采用巴比伦派音标制度的手抄本是成于公元916年的聖彼得堡先知书册式抄本，现今收藏在俄罗斯的俄羅斯國家圖書館。这部册式手抄本含有以赛亚书、耶利米书、以西结书和众小先知书，并附有边旁马所拉批注。学者们曾仔细查阅这部抄本，并将其与提比哩亚文本作过比较。虽然这部抄本采用写在字上方的音标制度，它在辅音文本及其元音和马所拉方面却其实跟从提比哩亚文本。 大英博物馆藏有一部巴比伦派文本的摩西五经，学者发觉它的内容与提比哩亚文本大致相同。